# Thomise enflée
Thomisus onustus
Espèce
Synonymes
- Aranea cancriformis Martini & Goeze, 1778 nec Linnaeus, 1758
- Thomisus abbreviatus Walckenaer, 1826
- Thomisus peronii Audouin, 1826
- Thomisus diadema Hahn, 1832
- Thomisus nobilis C. L. Koch, 1837
- Thomisus sanguinolentus Walckenaer, 1841
- Thomisus auriculatus Prach, 1866
- Thomisus hilarulus Simon, 1875
- Thomisus onustus meridionalis Strand, 1907

Thomisus onustus, le Thomise enflé, est une espèce d'araignées aranéomorphes de la famille des Thomisidae.

## Distribution
Cette espèce se rencontre dans la zone paléarctique.
Elle est présente dans de nombreux pays d'Europe de la Suède au Portugal et de la Grande-Bretagne à la Grèce, mais absente d'Islande, Irlande, Norvège, Danemark et Finlande.

## Habitat
Ces araignées préfèrent des températures chaudes. Les forêts sèches et sablonneuses avec un rayonnement solaire plus élevé et les prairies sèches. Thomisus onustus semble avoir une préférence pour les fleurs de bruyère.

## Description
Les mâles mesurent de 2 à 3,6 mm et les femelles de 7 à 10 mm.

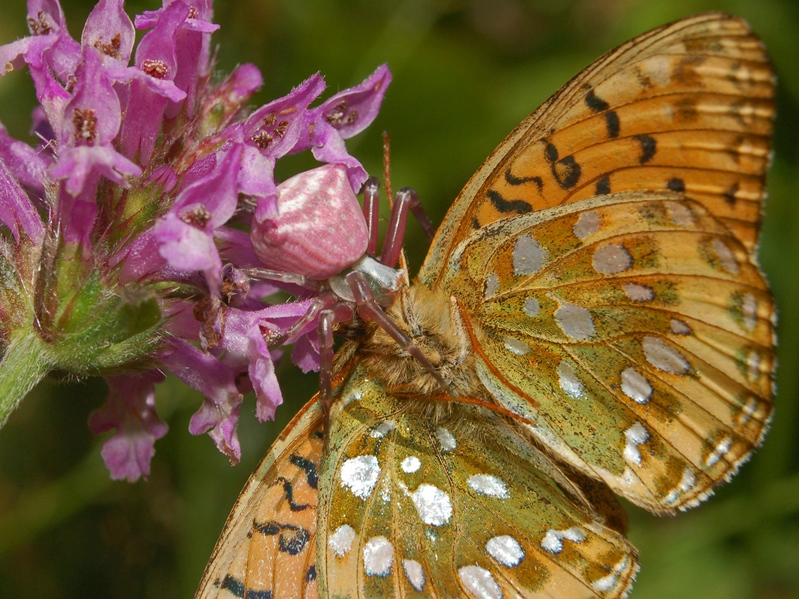
Homochromie mauve dans la chasse d’un grand nacré

Cette espèce montre un dimorphisme sexuel important à la fois en taille et en coloration, même en comparaison avec d'autres araignées crabes.
Cette espèce est caractérisée par les coins arrière proéminents de son opisthosome.
Chez les mâles, la couleur de base du prosoma varie du jaune au brun foncé, l'opisthosome peut être jaune et vert ou brun. Les femelles sont de couleur très variables, le plus souvent blanc, jaune ou rose en fonction de la plante sur laquelle elles chassent. Il est à noter que les mâles n'ont pas la possibilité de changer de couleur.
Ces araignées-crabes pratiquent la chasse à l’affût. Elles se camouflent en adaptant en quelques jours la couleur de leur corps à la couleur des fleurs sur lesquelles elles sont en attente de proies, un comportement qui leur permet de surprendre leurs proies (les pollinisateurs) et les protège des oiseaux prédateurs.
Leur soie n'est pas utilisée pour tisser une toile mais sert surtout pour leur déplacement et la confection de leur cocon.

## Alimentation
Comme d'autres espèces de la famille des Thomisidae, ces araignées-crabes ne font pas de toile mais poursuivent activement leurs proies constituées d'insectes de toutes espèces, tels que les syrphes, abeilles, guêpes, papillons ou autres coléoptères, qui sont souvent plusieurs fois plus grande que l'araignée. Elles les attendent généralement en se positionnant pour la chasse sur les fleurs en adoptant par mimétisme la couleur de la fleur sur laquelle elles sont positionnées. Quand la distance est jugée convenable entre le prédateur et sa cible, la chasse se clôt par un petit bond soudain, une étreinte des pattes antérieures munies d'épaisses épines qui retiennent la victime, et une morsure précise à la nuque qui instille un venin foudroyant au plus près des ganglions nerveux.
Les jeunes Thomisus onustus peuvent se nourrir de pollen ou de nectar lorsque les proies d'insectes font défaut.

## Reproduction

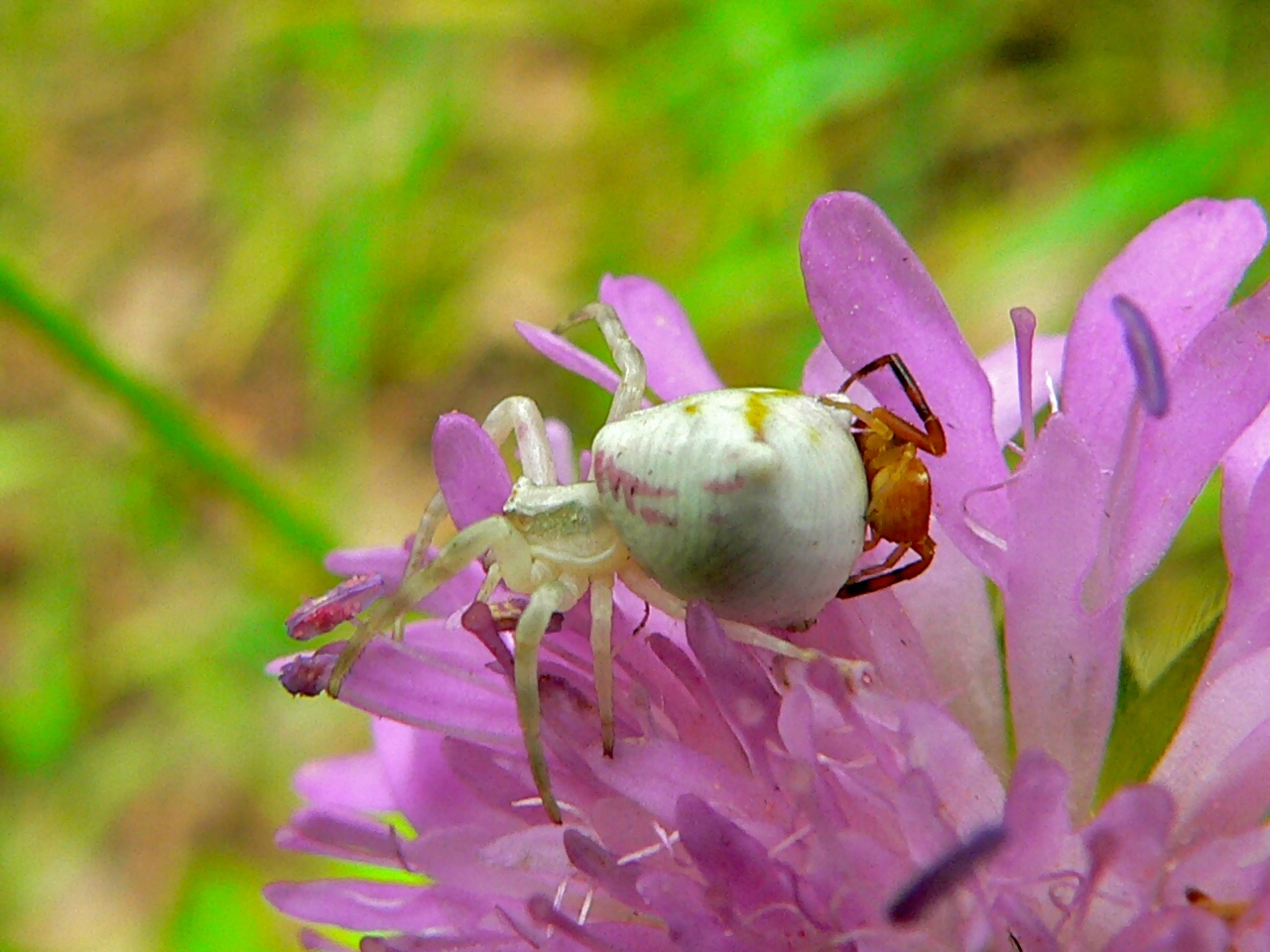
Accouplement

L'accouplement a lieu principalement en juin. Le mâle monte sur le dos de la femelle pour copuler puis le mâle quitte la femelle. La femelle est complètement passive pendant l'accouplement et ne montre pas de comportement agressif. La femelle garde ensuite son cocon, sans plus rien manger, et périt avant l'éclosion.
Selon une autre interprétation, après avoir pondu, les Thomisus onustus continuent à se nourrir et même refont une autre ponte, pour preuve ce diaporama / vidéo "Vie et mort d'une araignée thomise" .

## Étymologie

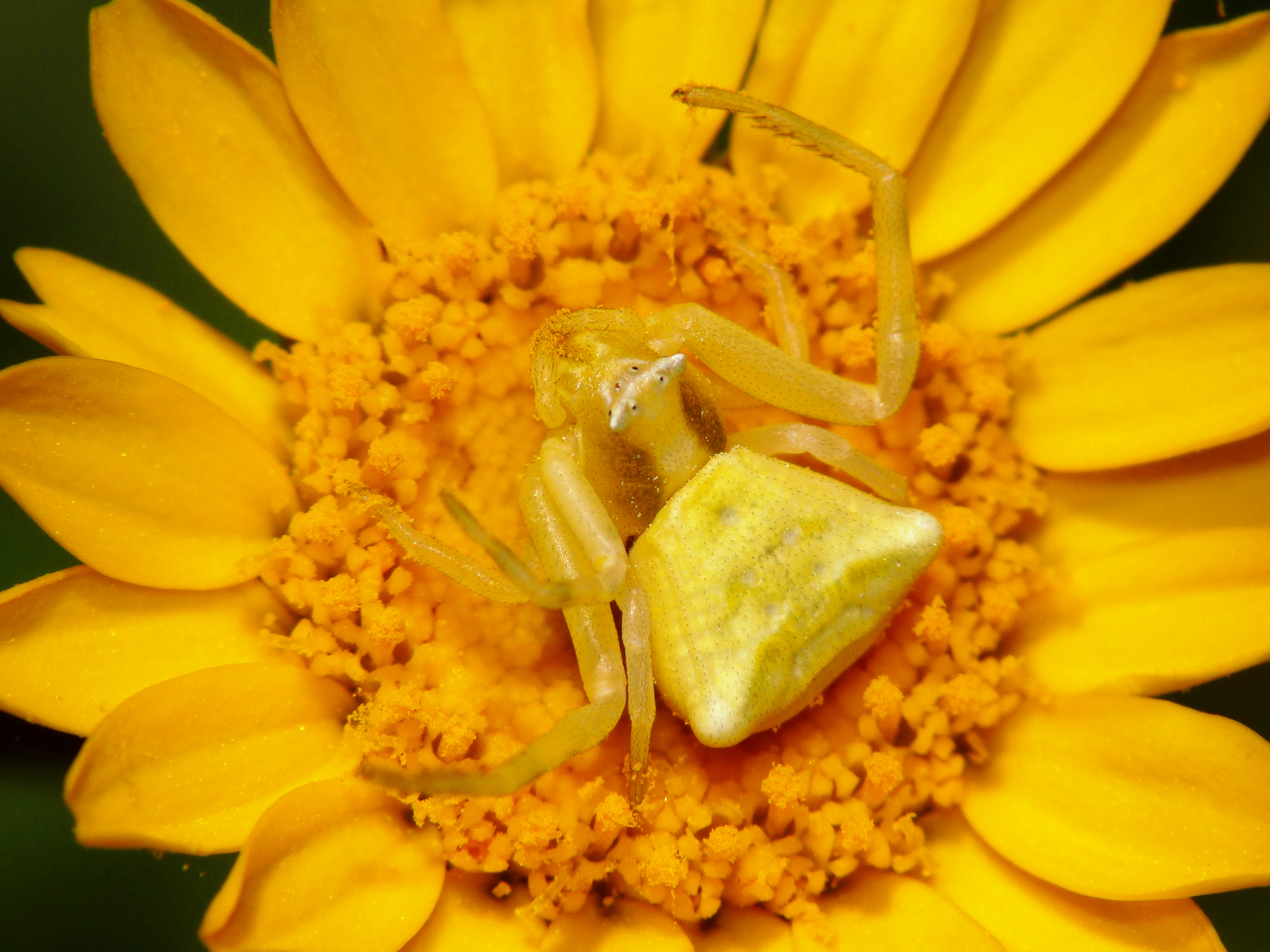
Forme enflée caractéristique.

Son nom d'espèce vient du latin onustus, "enflé" en raison de la forme enflée de son opisthosome.

## Systématique et taxinomie
Thomisus onustus meridionalis a été placée en synonymie avec Thomisus onustus par Nentwig, Blick, Gloor, Jäger et Kropf en 2019.

## Galerie

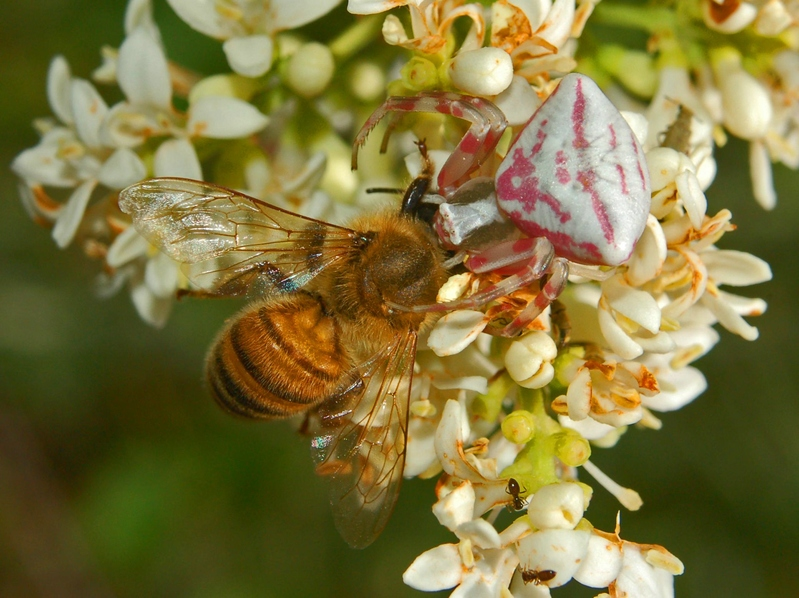
Thomisus onustus chassant une Apis mellifera.
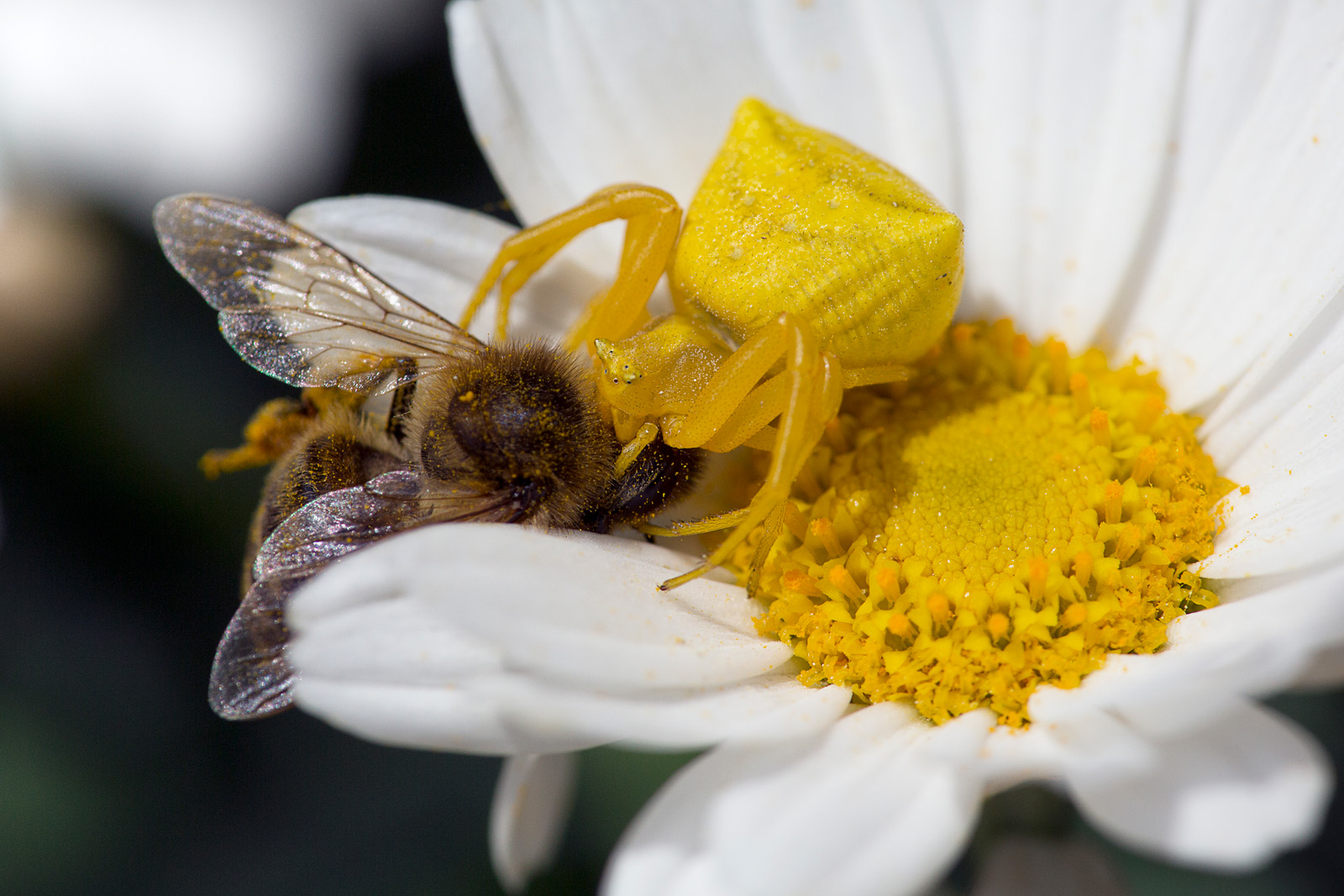
Thomise enflée digérant une abeille.
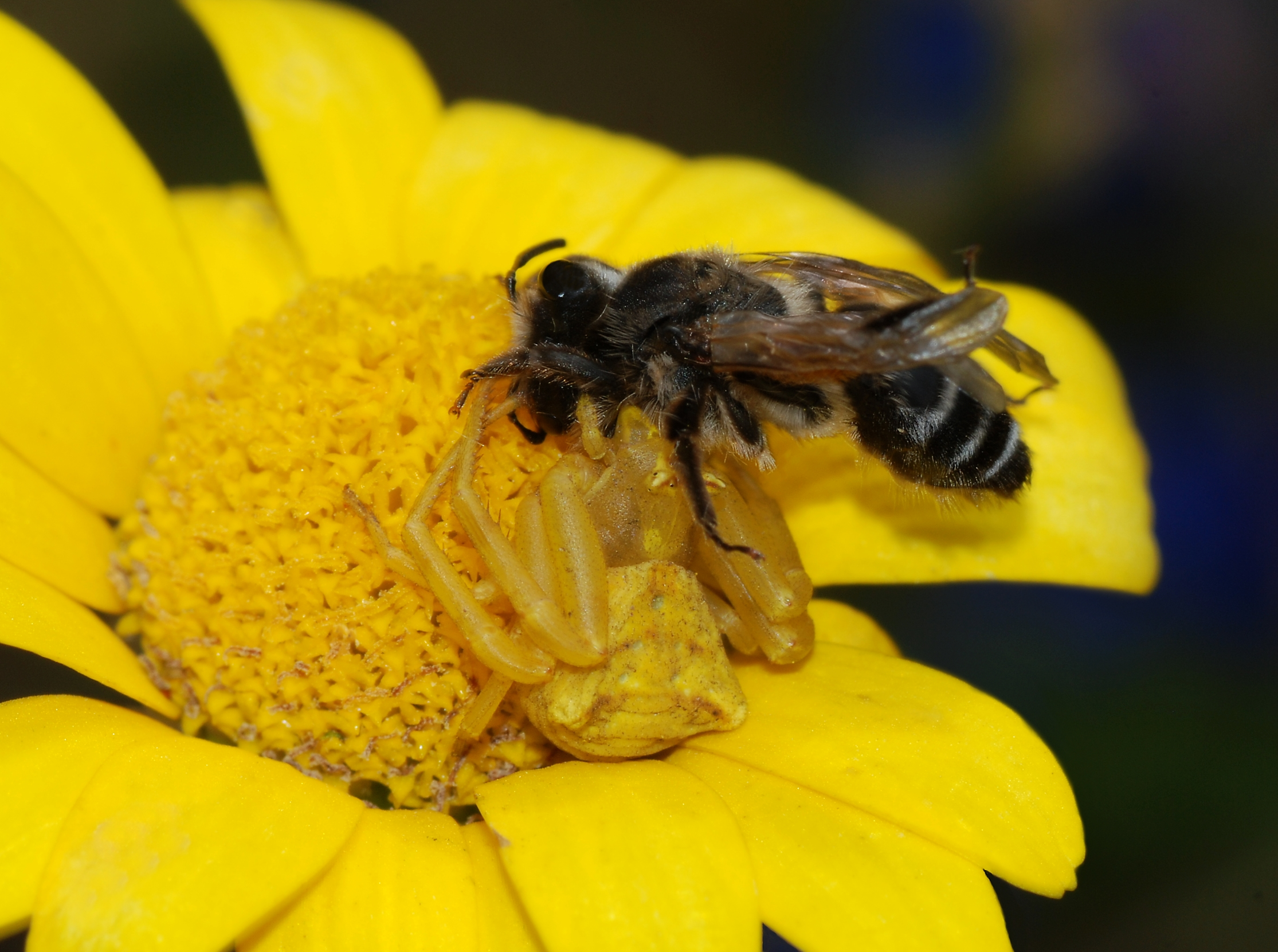
Thomisus onustus capturant une abeille.
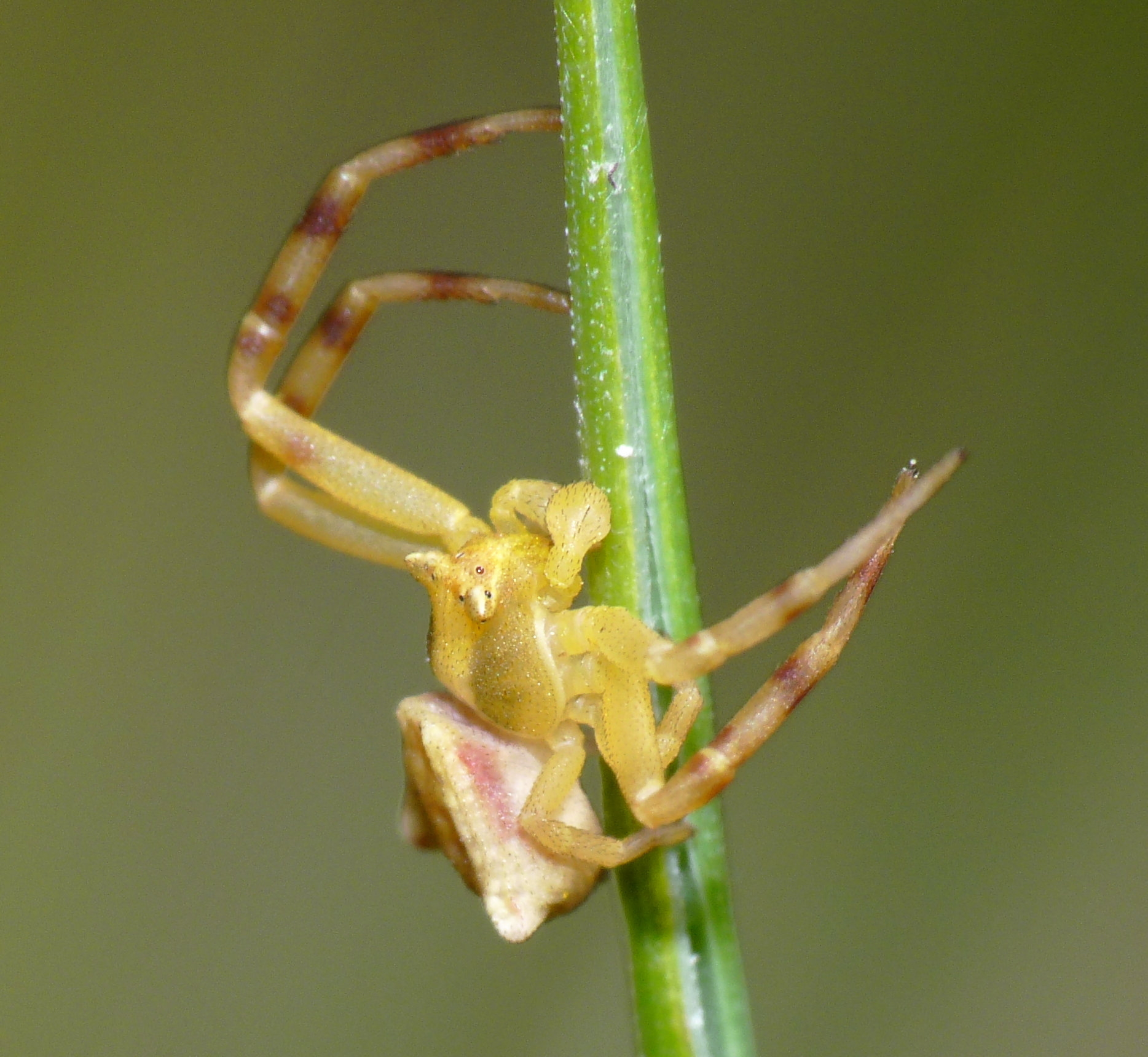
Mâle.
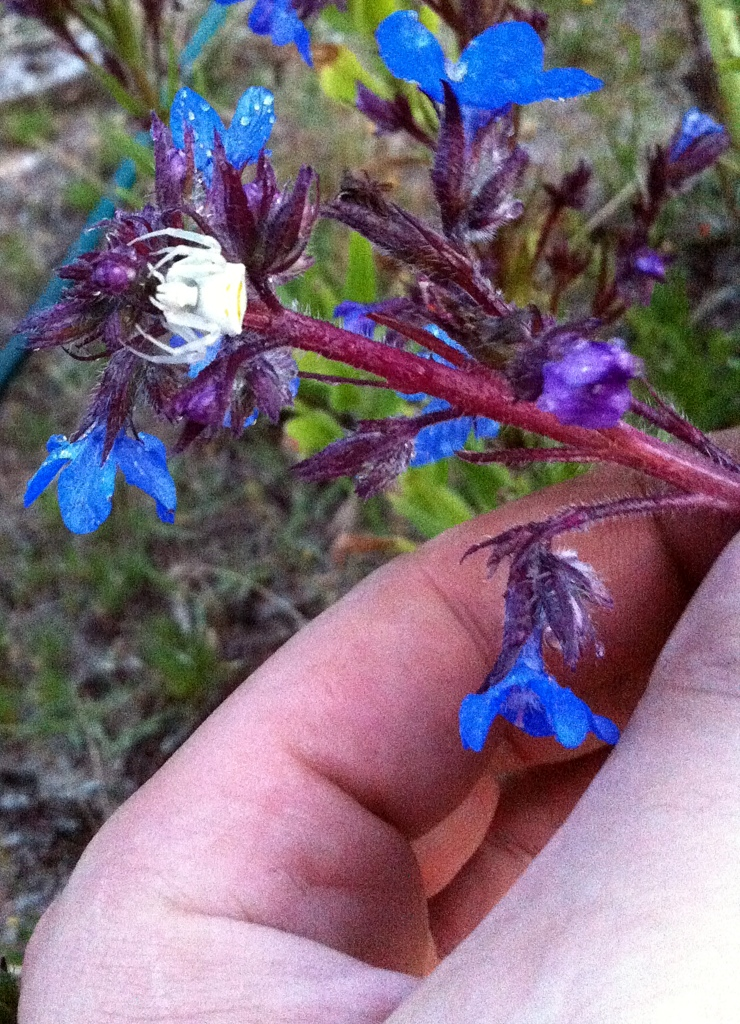
Thomisus onustus à l'affût sur une fleur de consoude avant la phase d'homochromie.
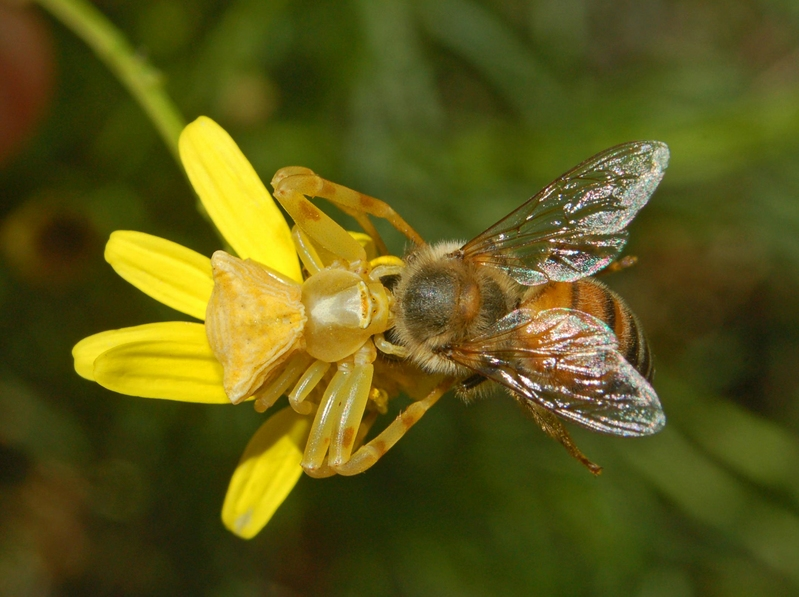
Thomisus onustus.
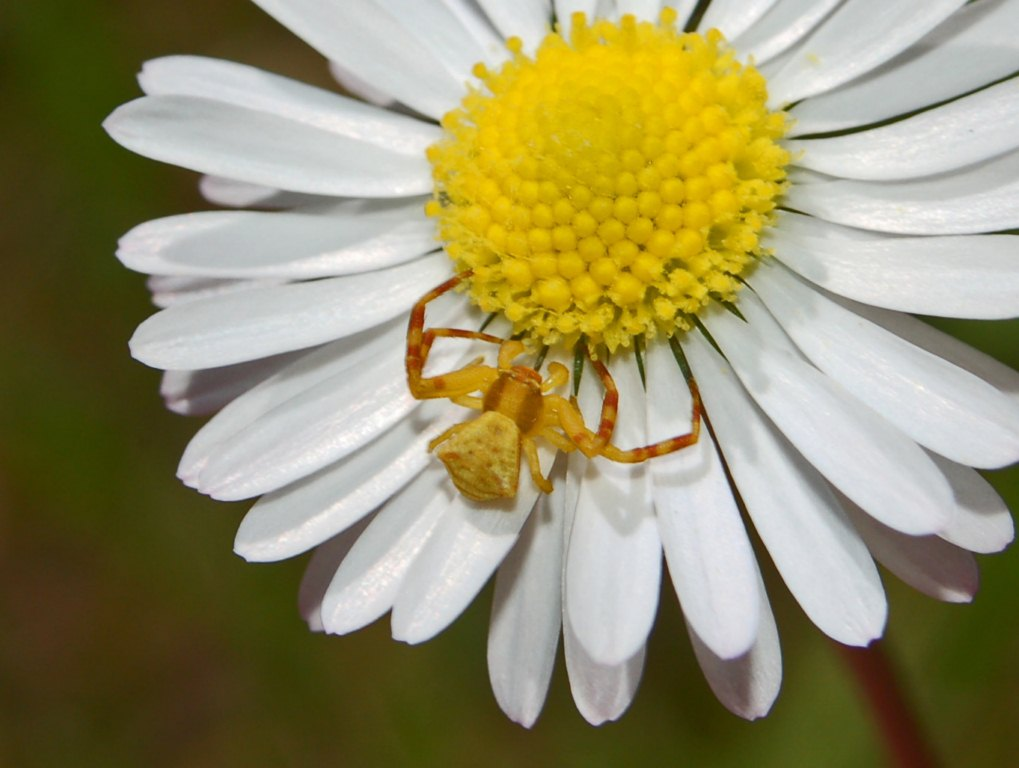
Thomisus onustus.
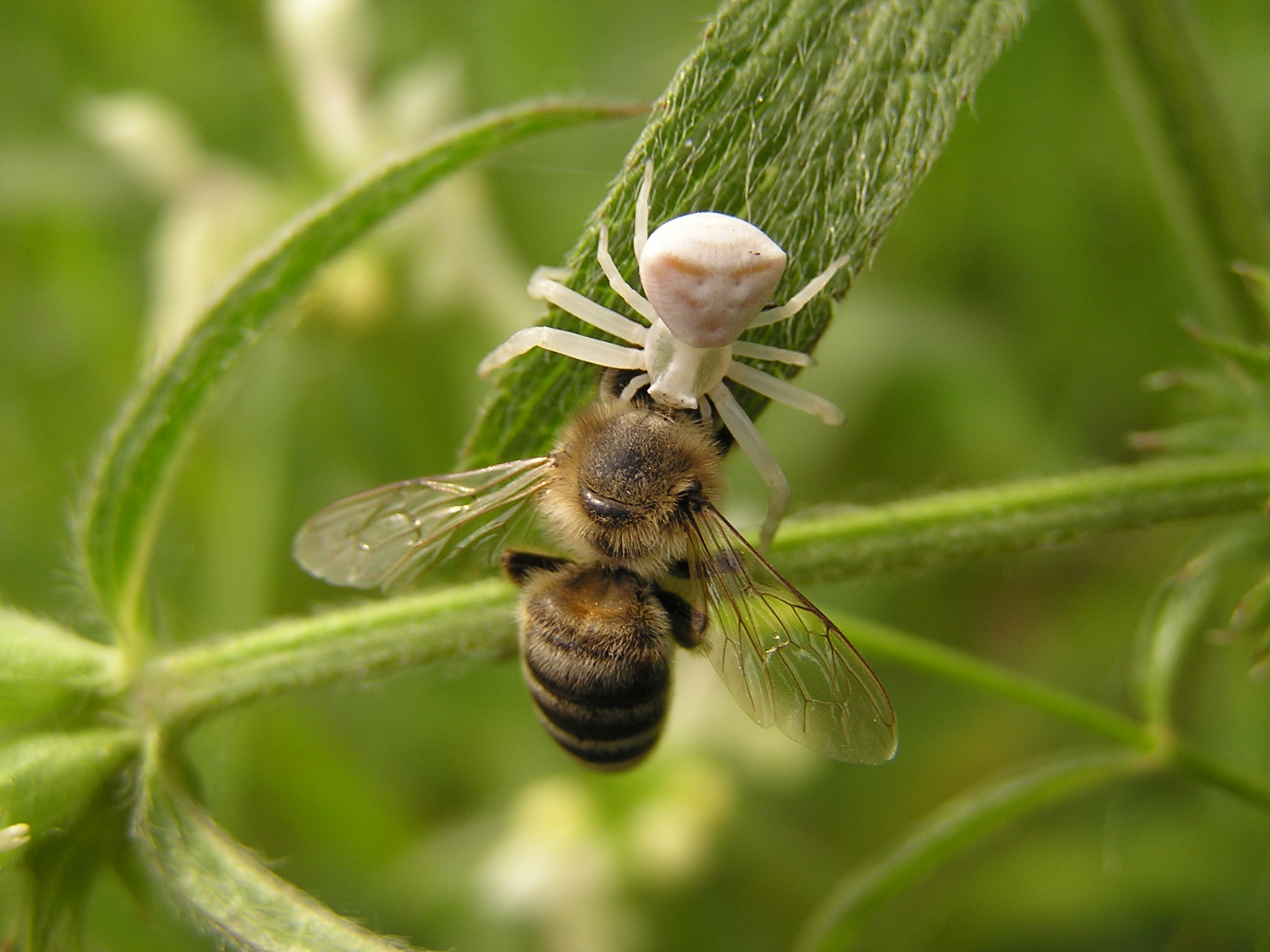
Thomisus onustus chassant Apis mellifera.
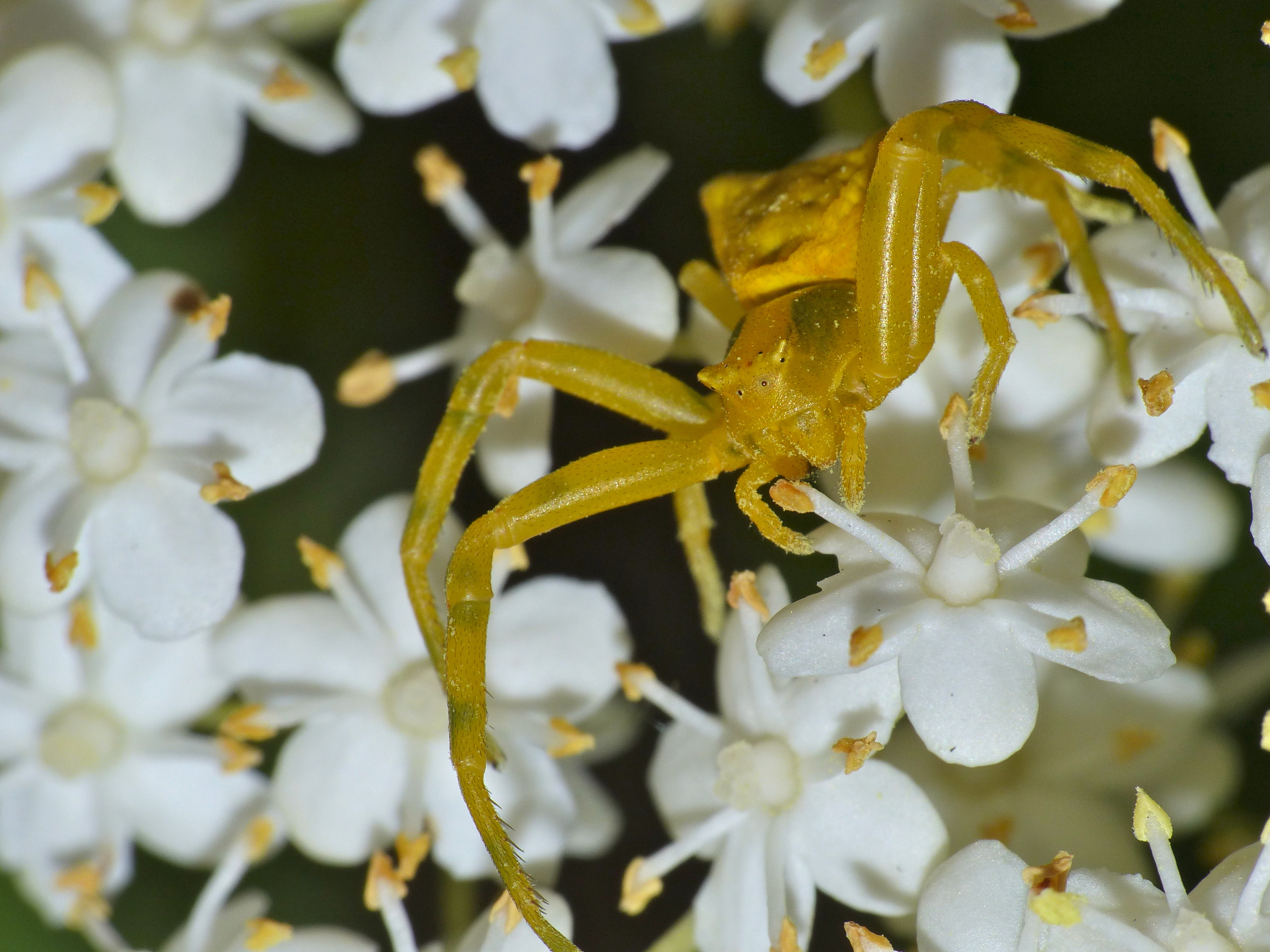
Thomisus onustus.
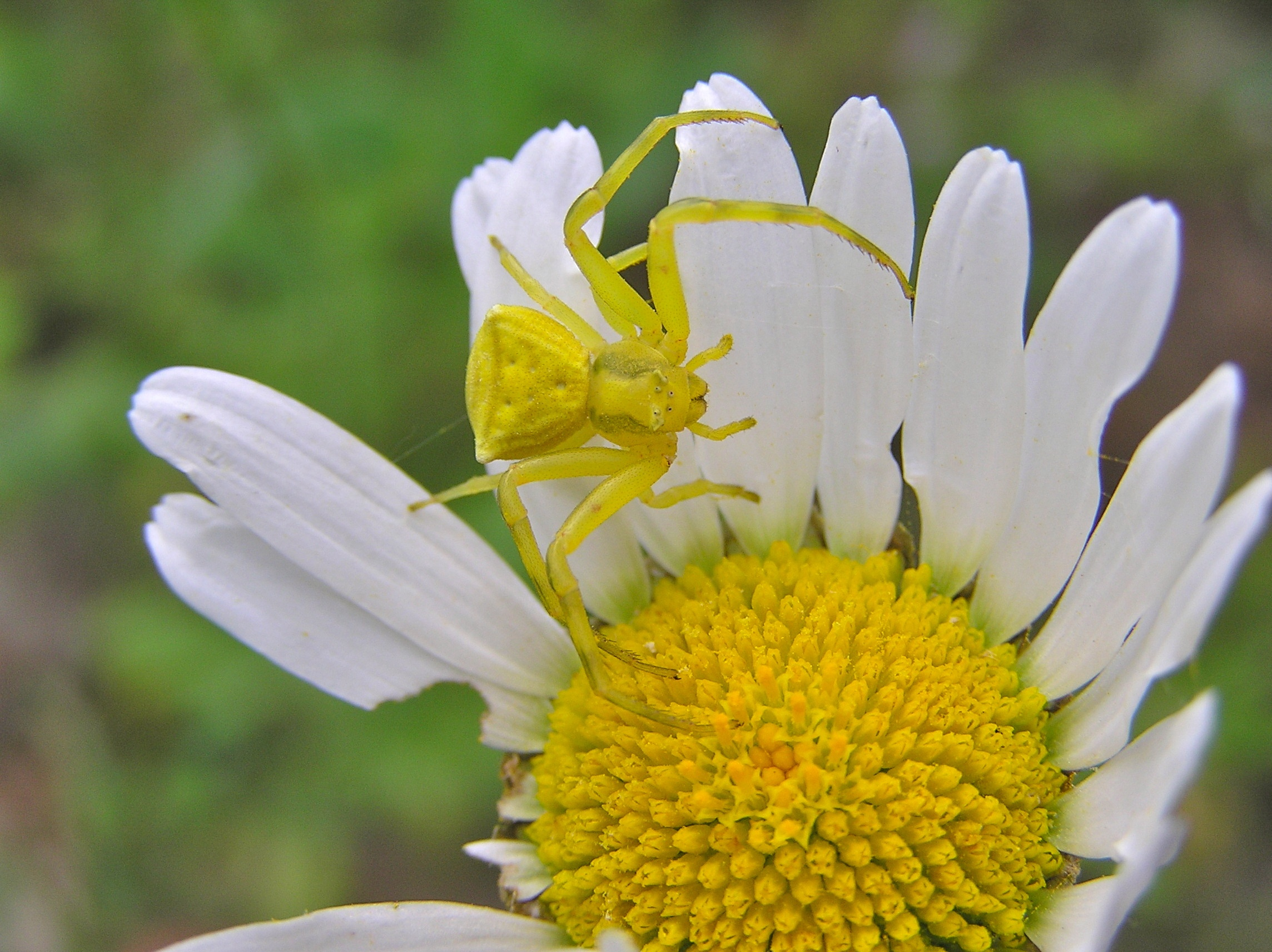
Thomisus onustus ♀.
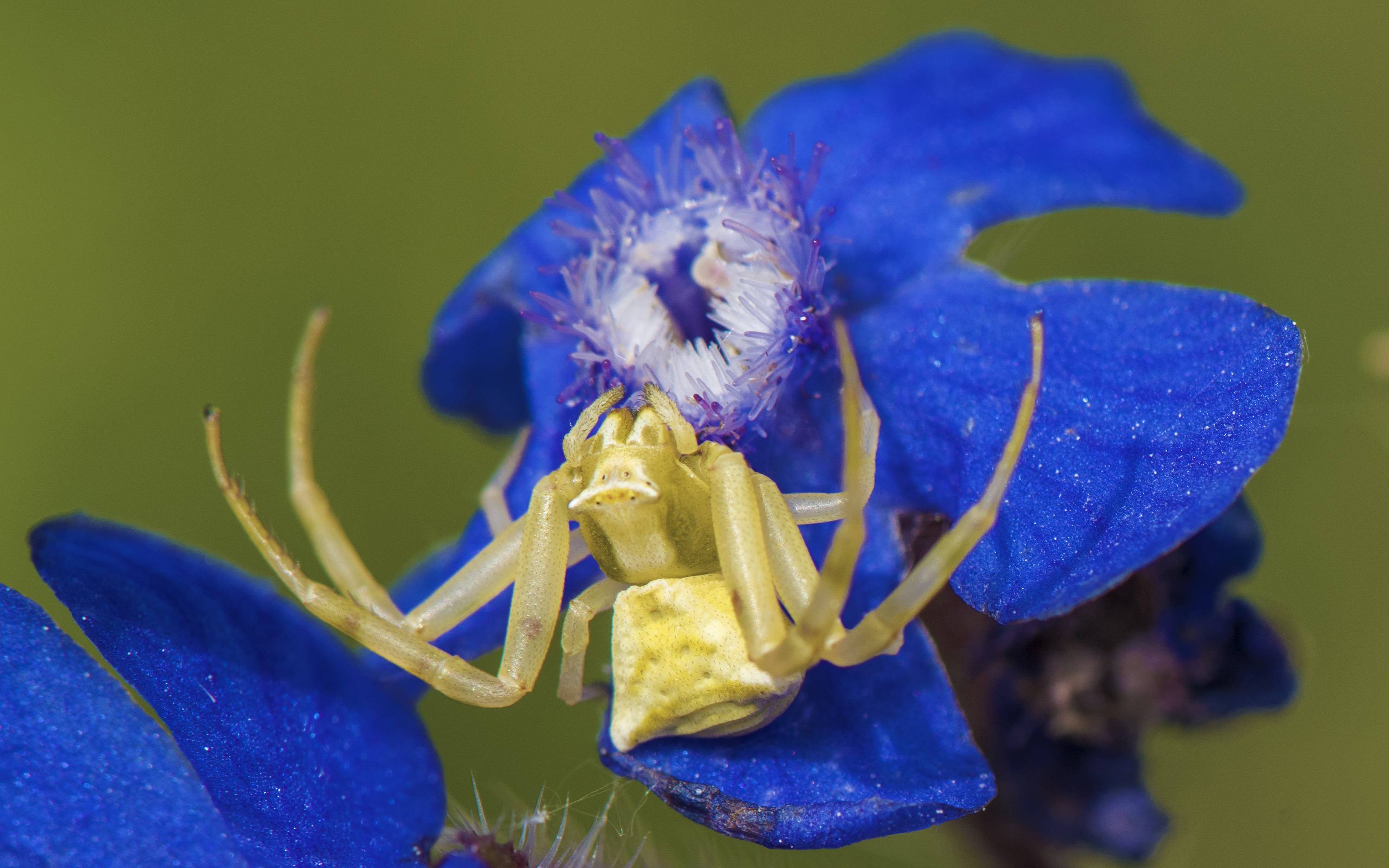
Thomisus onustus à l’affut.
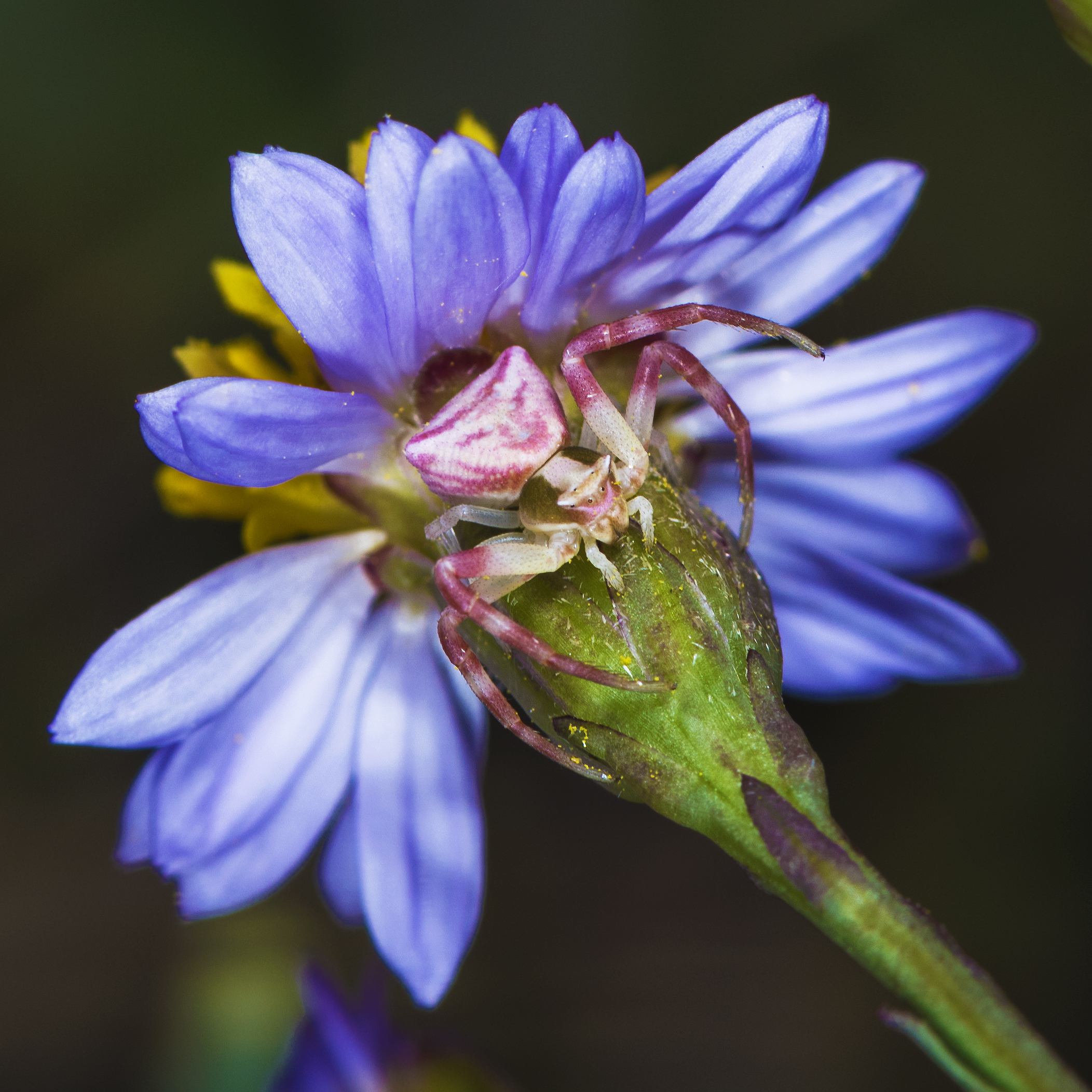
Thomise enflée près du littoral à Vic-la-Gardiole, France. Octobre 2015.

## Publication originale
- Walckenaer, 1805 : Tableau des aranéides ou caractères essentiels des tribus, genres, familles et races que renferme le genre Aranea de Linné, avec la désignation des espèces comprises dans chacune de ces divisions. Paris, p. 1-88.